# Steve Olfers
Steve Olfers (født 25. februar 1982) er en hollandsk tidligere fodboldspiller. Han spillede for AaB fra 2007 – 2009. Han repræsenterede derudover blandt andet Feyenoord og Sparta Rotterdam.

## Titler

### Klub
AaB
- Superligaen (1): 2007-08